# Thymus mastichinalis
Thymus mastichinalis là một loài thực vật có hoa trong họ Hoa môi. Loài này được Sánchez Gómez & F.Sáez miêu tả khoa học đầu tiên năm 1993.